# 磯田佳孝
磯田 佳孝（いそだ よしたか、1967年 - ）は、日本のジャーナリスト。北海道新聞論説委員。

## 人物・経歴
1989年北海道大学法学部卒業後、日本放送協会入局（記者職）、1991年同退局後、北海道新聞社入社。経済、金融、運輸関連の取材を担当。

## 論文
- 『日本国憲法GHQモデル草案起草者ベアテ･シロタ･ゴードンの役割と歴史的検証』2001年、小磯修二、佐藤信行との共著。
- 『地域社会と新聞』（北海道大学メディアリテラシー入門 2001年）